# Vittorio Emanuele Parsi
Vittorio Emanuele Parsi (Torino, 28 settembre 1961) è un politologo italiano.

## Biografia
Nato a Torino nel 1961, si laurea in scienze politiche presso l'Università Cattolica del Sacro Cuore nel 1986. Ha giocato nel Rugby Monza come terza linea nella squadra degli Old. Ha insegnato all'Università reale di Phnom Penh in Cambogia, alla Kazakhstan Law Academy di Alma Ata in Kazakistan, all'Università statale di Novosibirsk in Russia e alla Université Saint-Joseph di Beirut in Libano. Dal 2002 al 2013 è stato professore a contratto nella facoltà di economia dell'Università della Svizzera italiana. Dal 2005 dirige il master in economia e politiche internazionali, creato da una collaborazione tra l'ASERI e l'Università della Svizzera italiana (USI).
È professore ordinario di relazioni internazionali presso la facoltà di scienze politiche e sociali dell'Università Cattolica del Sacro Cuore di Milano, dove insegna anche "Studi strategici" ed è docente presso la facoltà di economia all'Università della Svizzera italiana (USI) a Lugano. È direttore dell'Alta Scuola di Economia e Relazioni Internazionali (ASERI) dell'Università Cattolica del Sacro Cuore di Milano. Fa parte del gruppo di riflessione e indirizzo strategico del Ministero degli affari esteri.  È inoltre membro fondatore della Società per lo studio della democrazia (SSD) e insegna presso la scuola di formazione della Presidenza del Consiglio dei ministri.
Già editorialista dei quotidiani La Stampa (dal 2008 al 2012), Avvenire (dal 1999), Il Sole 24 Ore (2013) e Il Messaggero, collabora con Il Foglio. Scrive su Filosofia politica, Istituto Affari Internazionali (IAI), La comunità internazionale, Paradoxa, Aspenia, Biblioteca della libertà, Oasis e Vita e Pensiero. È membro del consiglio consultivo del Center for Diplomacy and Strategy alla London School of Economics (LSE IDEAS) e socio della Società italiana di scienza politica (SISP). Fa parte del comitato scientifico di Confindustria ed è membro della Fondazione Italia USA.
È ufficiale della riserva selezionata della Marina Militare con il grado di Capitano di Fregata. Ha partecipato all'operazione Mare Sicuro a bordo della Fregata Bergamini (2016 e 2021) e ha prestato servizio presso il quartier generale di UNIFIL a Naqoura (2015 e 2016). Ha ricevuto la "UN Peacekeeping Medal"(2014) e la Croce commemorativa delle operazioni di pace in Libano (2015 e 2016). I suoi ambiti di ricerca riguardano principalmente le relazioni transatlantiche, le politiche di sicurezza in Medio Oriente e nel Mediterraneo e il rapporto tra politica ed economia nelle trasformazioni del sistema globale.

## Vita privata
Il 29 dicembre 2023 viene ricoverato d'urgenza all'ospedale di Cortina d'Ampezzo per un malore, rivelatosi essere causato da una dissezione aortica. Trasferito in elicottero all'ospedale "Ca' Foncello" di Treviso, viene sottoposto ad un lungo intervento, seguito da diversi giorni di coma. Il 16 gennaio 2024, attraverso un post su X, dichiara di essere fuori pericolo e di intraprendere un lungo periodo riabilitativo.
Il 18 gennaio 2025 si è sposato con la giornalista Tiziana Panella.

## Opere

### Volumi
- Madre patria. Un’idea per una nazione di orfani, Firenze, Bompiani, 2021.
- Il posto della guerra - E il costo della libertà, Firenze, Bompiani, 2022.
- Titanic. Naufragio o cambio di rotta per l'ordine liberale, Bologna, ed. Il Mulino, 2022.
- The Liberal World Order and Beyond a cura di Vittorio Emanuele Parsi ed Enrico Fassi, Milano, ed. Vita e Pensiero, 2021.
- The Wrecking of the Liberal World order, New York, ed. Palgrave Mcmillan, 2021.
- Vulnerabili. Come la pandemia sta cambiando la politica e il mondo, Milano, ed. Piemme, 2021 (premio Magna Grecia Awards).
- Vulnerabili. Come la pandemia cambierà il mondo. Tre scenari per la politica internazionale, Milano, ed. Piemme, 2020.
- Titanic. Il naufragio dell'ordine liberale, Bologna, ed. Il Mulino, 2018.
- L'onda lunga delle primavere arabe. Implicazioni teoriche e sfide geopolitiche a cura di Vittorio Parsi e Andrea Locatelli, Milano, ed. Vita e Pensiero, 2013.
- La fine dell'uguaglianza. Come la crisi economica sta distruggendo il primo valore della nostra democrazia, Milano, ed. Mondadori, 2012.
- Filippo Andreatta, Marco Clementi, Alessandro Colombo, Mathias Koenig Archibugi, Vittorio Emanuele Parsi, Relazioni internazionali, Bologna, ed. Il mulino, 2007 (2012).
- Key Challenges to the Global System, Thoughts, Ideas and Essays on ASERI's Tenth Anniversary, a cura di Vittorio Emanuele Parsi e Andrea Locatelli, Milano, ed. Vita e Pensiero, 2007.
- L'alleanza inevitabile. Europa e Stati Uniti oltre l'Iraq, Milano, Università Bocconi editore, 2006.
- Partners or Rivals? European-American Relations After Iraq, a cura di Matthew Evangelista e Vittorio Emanuele Parsi, Milano, ed. Vita e Pensiero, 2005.
- Che differenza può fare un giorno. Guerra, pace e sicurezza dopo l'11 settembre, a cura di Vittorio Emanuele Parsi, Milano, ed. Vita e Pensiero, 2002.
- Manuale di relazioni internazionali. Dal sistema bipolare all'età globale, a cura di G. John Ikenberry e Vittorio Emanuele Parsi, Roma-Bari,ed. Laterza, 2001 (pubblicato anche in lingua russa nel 2003).
- Teorie e metodi delle relazioni internazionali. La disciplina e la sua evoluzione, a cura di G. John Ikenberry e Vittorio Emanuele Parsi, Roma-Bari, ed. Laterza, 2001.
- Cittadinanza e identità costituzionale europea, a cura di Vittorio Emanuele Parsi, Bologna, ed. Il mulino, 2001.
- Lorenzo Ornaghi e Vittorio Emanuele Parsi, Lo sguardo corto. Critica della classe dirigente italiana, Roma-Bari, ed. Laterza, 2001.
- Interesse nazionale e globalizzazione. I regimi democratici nelle trasformazioni del sistema post-westfaliano, Milano, Jaca Book, 1998.
- Società internazionale. Vocabolario, a cura di Fabio Armao e Vittorio Emanuele Parsi, Milano, Jaca Book, 1996.
- Democrazia e mercato. Elementi di analisi del sistema internazionale, Milano, Jaca Book, 1995.
- Lorenzo Ornaghi e Vittorio Emanuele Parsi, La virtù dei migliori. Le élite, la democrazia, l'Italia, Bologna, ed. Il mulino, 1994.

### Saggi e articoli principali
- Un nuovo multilateralismo aperto e comprensivo, in "Vita e pensiero", 2021, pp. 1–7.
- Gli Stati Uniti in cerca di una nuova egemonia, in "Italiani Europei", n.4, 2021, pp. 63–68.
- Tre scenari per il mondo dopo il Covid-19, in "Pandora Rivista", n.2, 2020, pp. 86–93.
- Restaurazione o Rinascimento, in "Aspenia", n.88, 2020, pp. 139–152.
- Il nuovo triangolo strategico in "Aspenia", n.88, 2020, pp. 175–186.
- Le relazioni internazionali di un Paese senza linea, in "Il mulino", LXVIII, n.3. 2019, pp. 373–380.
- La fine del Liberal World Order, in "Humanitas", n.73, 2018, pp. 876–890.
- Perché l'America di Trump mette a rischio l'occidente, in "Vita e Pensiero", n.4, 2018, pp. 9–15.
- Porre fine al grande gioco per risolvere la guerra del Levante, in "Italiani Europei", n.6, 2015, pp. 111–118.
- Le prospettive dell'accordo sul nucleare iraniano, in "Rivista Marittima", n.4, 2015, pp. 10–14.
- Dalla politica della paura alla paura della politica, in "Idem", n.5, 2012, pp. 4–6.
- Eutopia, in "Idem", n.4, 2012, pp. 4–7.
- 11 settembre dieci anni dopo: sic transit gloria mundi, in "Idem", n.3, 2011, pp. 4–7.
- Maghreb e Medio Oriente, politica in cerca di equilibrio, in "VIta e Pensiero", XCIV, n.4, 2011, pp. 9–15.
- I miti anti-israeliani non facilitano la pace, in "Vita e Pensiero", XCIII, n.6, 2010, pp. 43–53.
- La vera sfida per l'Europa: da consumatore a produttore di sicurezza, in L'Europa nel sistema internazionale. Sfide, ostacoli e dilemmi nello sviluppo di una potenza civile, a cura di Giuliana Laschi e Mario Telò, Bologna, Il mulino, pp. 113–138, 2009.
- US and Europe: Still an Inevitabile Alliance?, in Managing a Multilevel Foreign Policy. The EU in International Affairs, a cura di Paolo Foradori, Paolo Rosa e Riccardo Scartezzini, Lanham, Lexington Books, pp. 135–155, 2007.
- Sarkozy, Brown e Co.: le nuove leadership europee, in “Vita e Pensiero”, XC, n. 3, pp. 19–25.
- Che cosa resta dell'Occidente, in "Filosofia politica”, XVIII, n. 1, pp. 43–64.
- Democrazia come religione politica, in "Italianieuropei”, 2004, n. 3, pp. 131–142.
- I paradossi della guerra al terrorismo, in "Limes", 2004, n. 3, pp. 295–306.
- Le incomprensioni tra Vaticano e Israele, in "Diritto e libertà", 2004, V, n. 8, pp. 273–281.
- Global Political System: From One to Many?, in "Irish Studies in International Affairs”, 2004, XIV, pp. 205–219.
- Preventing War in a World of Pre-emptive Wars. Dialogue of Civilizations as a Tool for Peace, in "World Affairs. The Journal of International Issues”, 2003, VII, n. 4, pp. 146–161.
- L'impero come fato? Gli Stati Uniti e l'ordine globale, in "Filosofia politica”, 2002, XVI, n. 1, pp. 83–113.
- Civic Identity without National Identity? Political Identity in a New and Changing Global Context, in The Essence of the Italian Culture and the Challenge of a Global Age, a cura di Paolo Janni e George F. McLean, "The Council for Research in Values and Philosophy", Washington, 2002, pp. 217–247.